# 南丫警崗

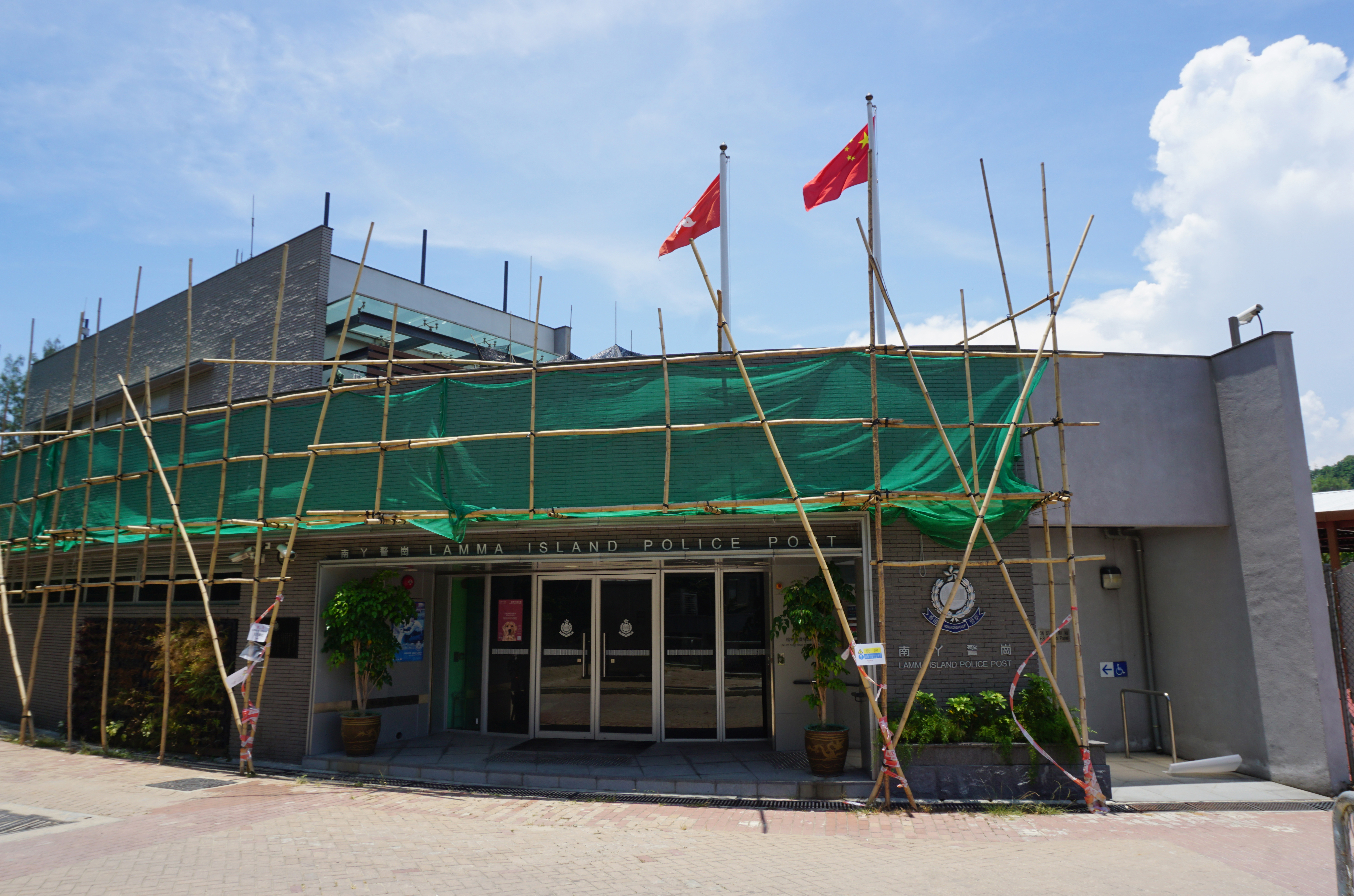
南丫警崗

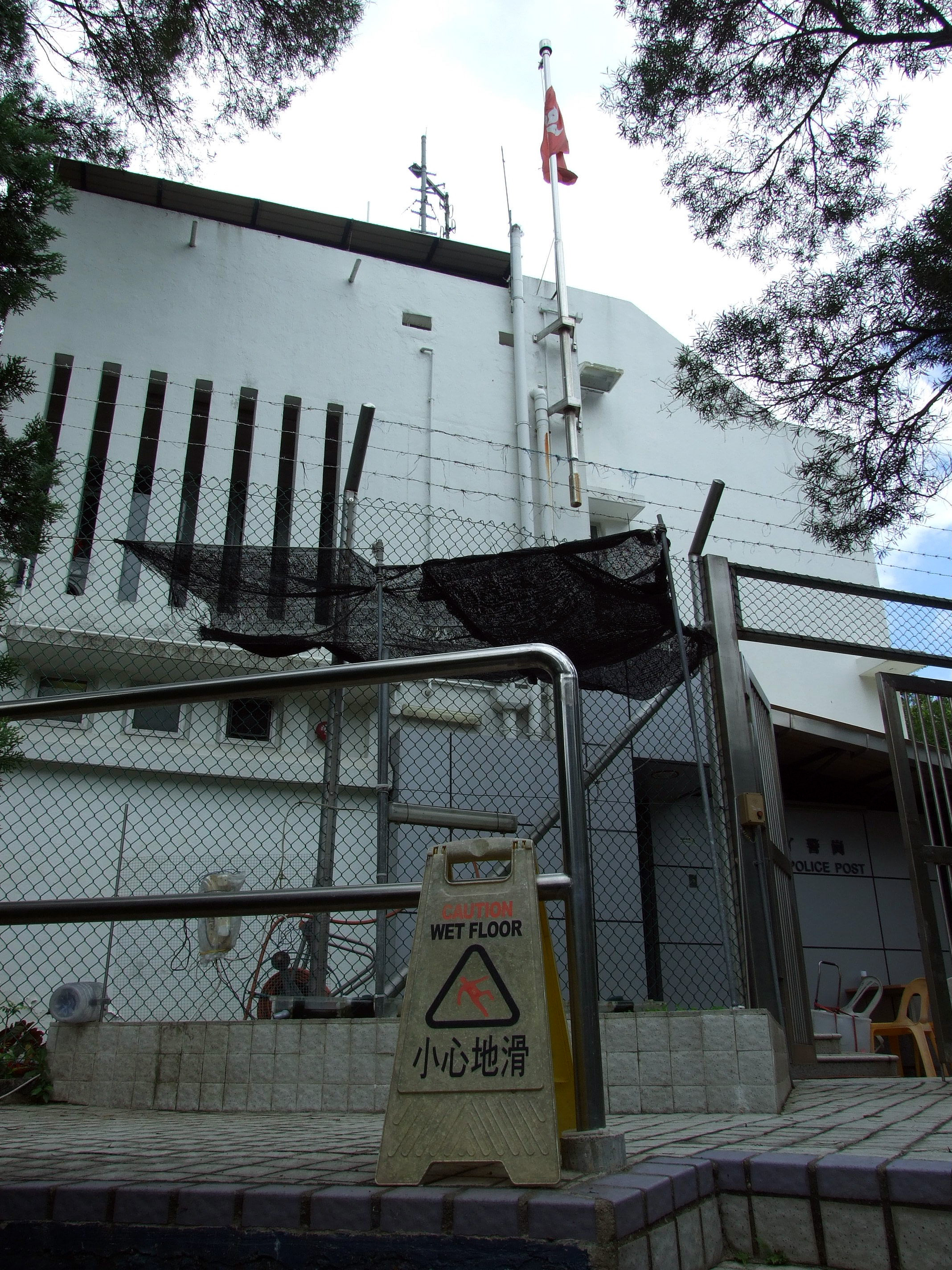
舊南丫警崗（已停用）

南丫警崗（英語：Lamma Island Police Post）是香港警務處水警總區水警海港區長洲分區的警崗，位於香港離島南丫島榕樹灣。南丫警崗由一名高級督察出任主管，由一名警署警長出任副主管，領導4隊軍裝巡邏小隊（各由一名警長領導6名警員，其中4名人員負責榕樹灣範圍，另外兩名人員負責索罟灣範圍）。

## 歷史
南丫警崗於1966年在南丫島洪聖爺灣山頂建成。而古蹟辦在2021年一度計劃將建築物評為三級歷史建築，但最後在無委員發言下不予評級。警務處已申請清拆，部分古諮會成員稱建築物平平無奇。
基於南丫警崗遠離南丫島居民的主要聚居地點及商業活動中心，一直以來，不少居民要求將南丫警崗搬遷至比較接近居民的主要聚居地點及商業活動中心；加上南丫警崗開始老化，當前通往南丫警崗的梯級對傷殘人士和長者均造成不便；而位於榕樹灣大街的臨時報案中心（亦即榕樹灣報案中心）亦地方狹小及無具備現代報案室的基本設施，如果案情比較複雜，或者需要錄取口供，公眾仍然需要前往南丫島北警崗。為了因應要求，以及提供更有效率的服務，警務處於2009年6月建議將南丫警崗重置於榕樹灣海傍的新填海區，以取締當前南丫警崗及榕樹灣報案中心，選址接近居民的主要聚居地點及商業活動中心，而且鄰近直升機停機坪，便利緊急救援用途。
2010年，警務處獲得批准款項在南丫島榕樹灣興建一所設備無障礙設施的新警崗，用以取締已經服務43年歷史，位於洪聖爺灣山頂的舊警崗。新南丫警崗於2011年7月動工，於2013年12月7日竣工，成為新一代配合了環境保護、節約能源及無障礙環境設施的警崗。新警崗佔地550平方米，並新增了多項設施，包括臨時犯人扣留中心、接待室及槍房與退彈房等，冀藉此減少對長洲警署的依賴，又可以增加島民與南丫警崗警務人員的互動。隨著新南丫警崗竣工及投入服務，舊南丫警崗交還予政府產業署，榕樹灣報案中心亦會停止服務，此前被派遣駐守於榕樹灣報案中心的人員被撥入軍裝巡邏小隊，負責徒步巡邏任務，藉以加強該警區的警察力量。
南丫島除了吸引一般遊客，南丫島東邊鹿洲山上的野生沉香亦惹來來自中國大陸的遊客的垂涎、偷伐，再為轉售圖利；非法入境者則從深圳經由水路偷渡來到香港登上南丫島。南丫警崗就此於2012年推行《一村一警員》計畫，將南丫島上的村落與軍裝巡邏小隊隊員配對，雙方交換聯絡方法，由隊員定期每月與村代表溝通，每當村民存有任何疑問或者發現可疑人物，便即時通報，大幅度地提升破案率。

## 建築
新南丫島警崗採用多項環境保護及節約能源的設施，包括在天台及入口採用綠化環境設計；使用節約能源T5光管、發光二極管燈及房間用戶感應器，以及採用2.4千瓦時太陽能板為淋浴設施提供熱水等。

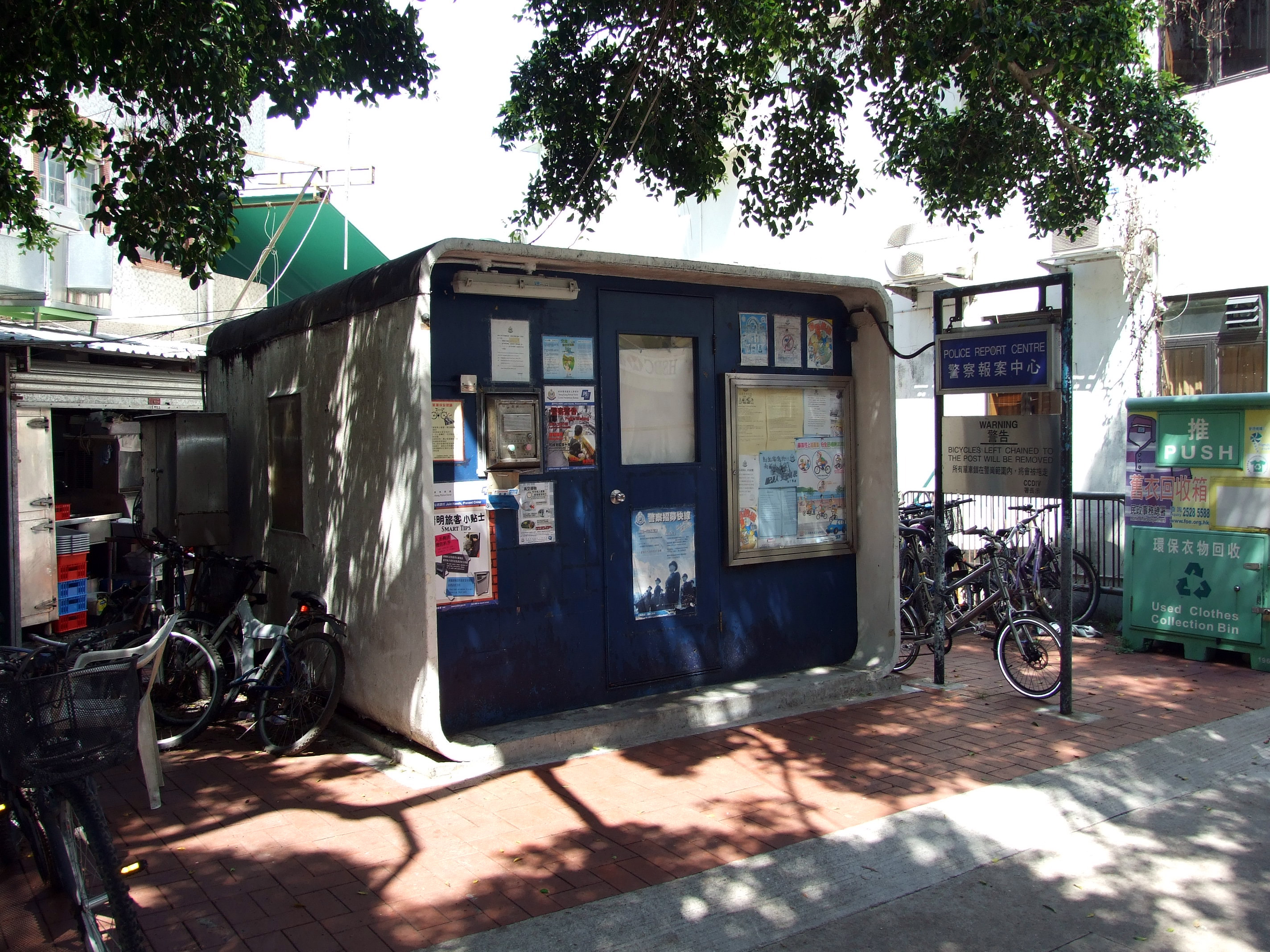
榕樹灣報案中心（已停用）
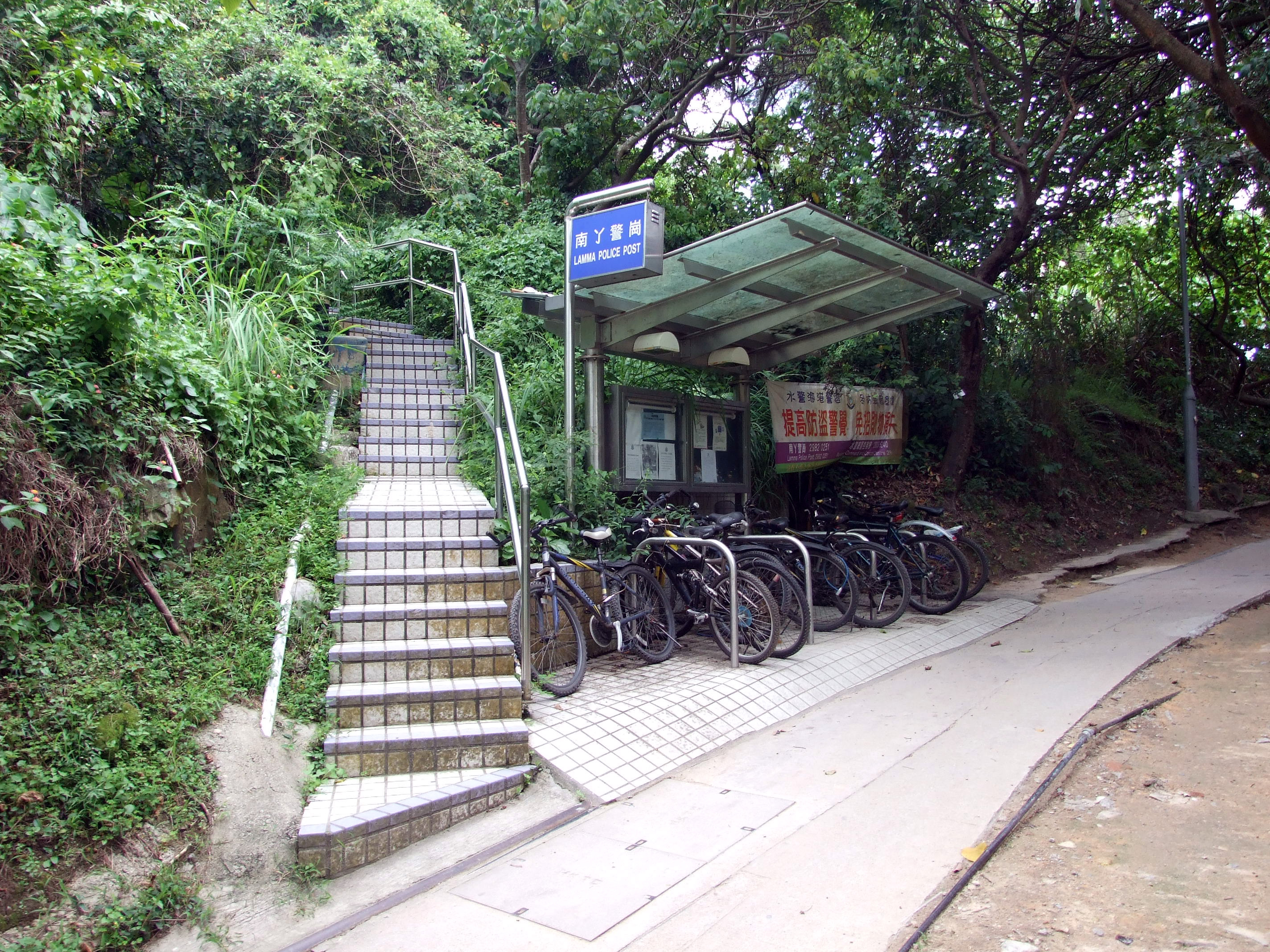
通往舊南丫警崗的梯級
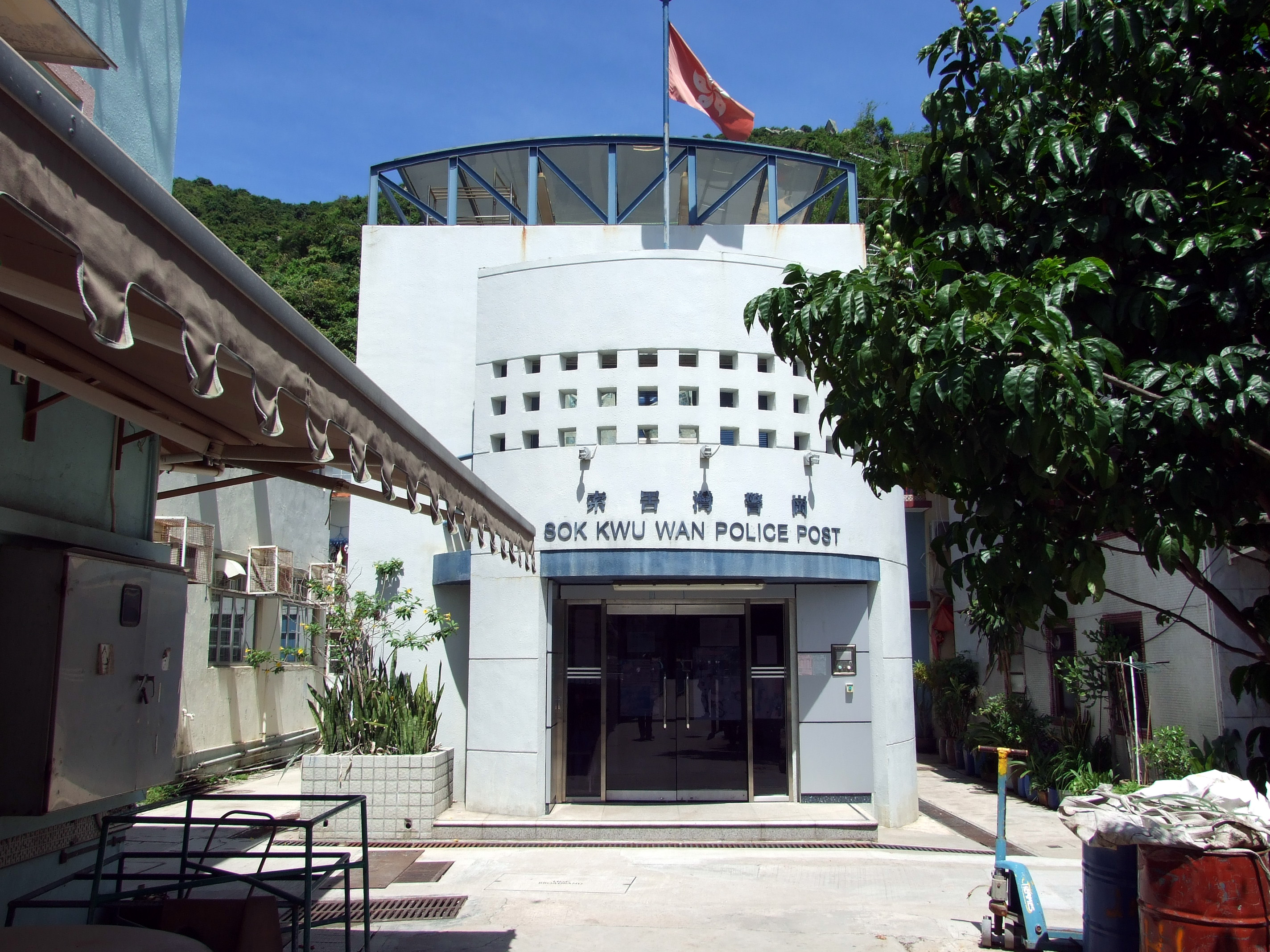
位於南丫島南部的索罟灣警崗，為了區分，南丫警崗亦有南丫島北警崗之稱